# 宇都宮平一

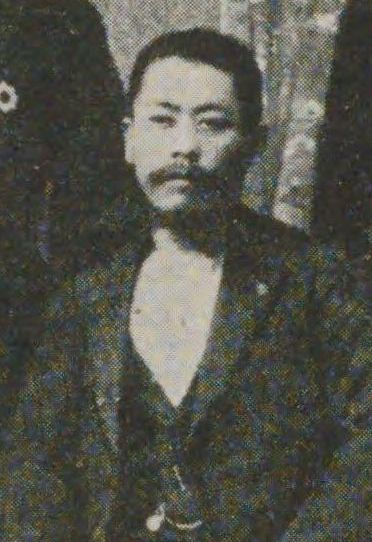
宇都宮平一

宇都宮 平一（うつのみや へいいち、1858年6月1日（安政5年4月20日） - 1896年（明治29年）12月23日）は、明治時代の政治家、教育者。衆議院議員（1期）。

## 経歴
薩摩国伊佐郡宮之城郷（鹿児島県南伊佐郡宮之城村、薩摩郡宮之城町を経て現さつま町）に生まれる。藩校ついで私学校で学び、西南戦争への従軍を経て上京し、中村敬宇の門に入って英学を修める。盈進館にて教鞭を執ったのち、上海亜細亜学館教頭兼学生監、埼玉県発陽学舎教授、第一高等中学校、東京英語学校、官立農林学校予備校各教授などを歴任した。
1890年（明治23年）7月の第1回衆議院議員総選挙では鹿児島県第4区から出馬し、当選。弥生倶楽部に所属し、衆議院議員を1期務めた。